# Neman
Neman (în germană Memel, în lituaniană Nemunas, în belarusă Нёман, în poloneză Niemen) este un râu situat în Belarus, Lituania și Rusia, având lungimea de 937 km, care se varsă în Marea Baltică.